# I. e. 580
Évszázadok: i. e. 7. század – i. e. 6. század – i. e. 5. század
Évtizedek: i. e. 630-as évek – i. e. 620-as évek – i. e. 610-es évek – i. e. 600-as évek – i. e. 590-es évek – i. e. 580-as évek – i. e. 570-es évek – i. e. 560-as évek – i. e. 550-es évek – i. e. 540-es évek – i. e. 530-as évek
Évek: i. e. 585 – i. e. 584 – i. e. 583 – i. e. 582 –  i. e. 581 – i. e. 580 – i. e. 579 – i. e. 578 – i. e. 577 – i. e. 576 – i. e. 575

## Események
- Penthatlosz vezetésével knídiaiak érkeznek a Lipari-szigetekre.
- Az 50. olümpiai játékok
- Az 1. iszthmoszi játékok
- A nomád nabateusok meghódítják Edómot és letelepednek.

## Halálozások
- Alkaiosz (vagy pedig i. e. 570-ben)